# Parasuta gouldii
Parasuta gouldii là một loài rắn trong họ Rắn hổ. Loài này được Gray mô tả khoa học đầu tiên năm 1841.